# Марица Живковић
Марица (рођ. Живковић) Јовановић (Маслошево, ~1735. — Вишевац, 1811) је била мајка Карађорђа.

## Биографија
Марица Живковић је рођена у Маслошеву. Њен отац се звао Петар Живковић. Марица се удала за Петра Јовановића. Услијед сиромаштва, породица је живјела лоше. Петар је зарађивао бавећи се око пчела у турским кованлуцима, док је Марица бринула о кући и радила тешке послове. Приморана да обавља земљоделске и друге радње с коњима, она се толико извјештила у јахању да су је прозвали Марица Катана (коњаник). 1762. године су добили сина Ђорђа.
Касније је Петар убио једног Турчина, због чега су се он, Марица и дјеца морали одселити. Отишли су код Петровог стрица у Мраморац, а затим у Жабаре. Нису се дуго задржали и отишли су у Загорицу гдје је Петар радио као пчелар код Турчина Муле Хусеина. Из Загорице су отишли код Маричиног оца Петра Живковића у Маслошево.
По једним изворима, Ђорђе је штитећи част породице убио једног Турчина, због чега су морали бјежати преко Саве. Зауставили су се у селу Стојник да се одморе. Тада је Петар одлучио да се врати и да каже Турцима гдје су. Марица га је молила да то не учини. Он је кренуо. Марица је рекла сину Ђорђу да га убије, што је овај и учинио. То се догодило 1786. године.
По другим изворима, Петар је умро у Маслошеву 1781. године, а Марица се касније преудала за Петронија Тополца, који је кад су бјежали према Сави, одлучио да се врати и да каже гдје се налазе Турцима. Тада га је Ђорђе убио.
Марица је умрла 1811. године, вјероватно у Вишевцу.
Осим Карађорђевих постоје потомци и његовог брата Маринка под презименом Маринковићи. Међу њима је историчарка и професорка Филолошког факултета Радмила Маринковић (1922—2017).

## Породица

### Родитељи
| име            | слика | датум рођења | датум смрти |
| -------------- | ----- | ------------ | ----------- |
| Петар Живковић |       |              |             |
| ?              |       |              |             |

### Супружник
| име             | слика | датум рођења | датум смрти     |
| --------------- | ----- | ------------ | --------------- |
| Петар Јовановић |       | ~1730.       | 1781. или 1786. |

### Дјеца
| име                | слика | датум рођења | датум смрти    |
| ------------------ | ----- | ------------ | -------------- |
| Марија Петровић    |       |              |                |
| Милица Петровић    |       |              |                |
| Карађорђе Петровић |       | 1766.        | 26. јула 1817. |
| Марко Петровић     |       |              |                |
| Маринко Петровић   |       |              | 1806.          |
| Јован Петровић     |       |              |                |
| Милован Петровић   |       |              |                |